# Arnie Hamilton
Pour les articles homonymes, voir Hamilton.
Arnie Hamilton (né en 1948) est un homme politique canadien de la Colombie-Britannique. Il est député provincial libéral de la circonscription britanno-colombienne de Esquimalt-Metchosin de 2001 à 2005.